# Climograma
Els climogrames són gràfics de doble entrada en les quals es presenten resumits els valors de precipitació i temperatura recollits en una estació meteorològica determinada.

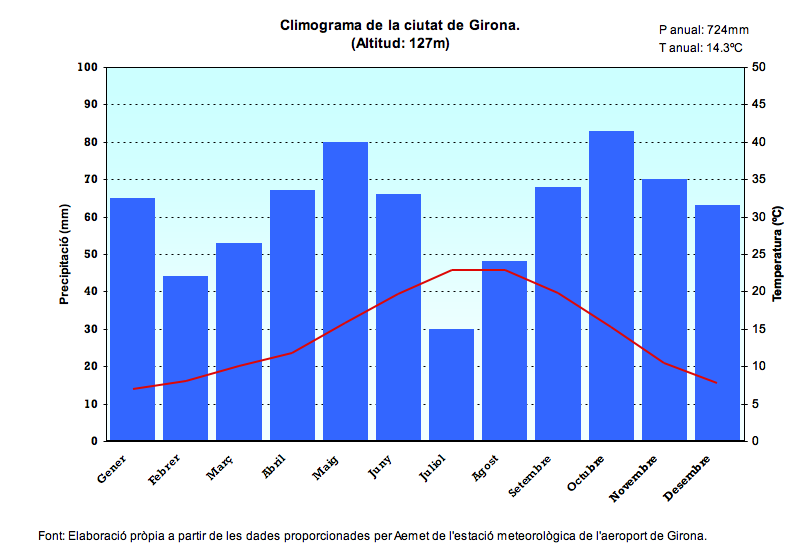
Exemple de climograma estàndard. Pot comprovar-se que el més sec és el juliol.

Generalment es representen els valors mitjans de cada mes de l'any tenint en compte els valors de precipitació atmosfèrica i la temperatura mitjana recollits al llarg de la darrera sèrie climatològica completa. Una sèrie climatològica recull els valors de 30 anys definits per convenció, de manera que puguin ser comparades les dades dels observatoris de tot el món. La sèrie climatològica vigent és la que comprèn les dades dels anys 1961-1990, vigent fins a l'any 2021, moment en què la sèrie 1991-2020 estarà completa i passarà a ser la vigent.
En l'eix d'abscisses del climograma hi figuren els mesos de l'any i en l'eix d'ordenades de la dreta l'escala de les temperatures mentre que en l'altre eix d'ordenades, a l'esquerra, l'escala de les precipitacions.
L'escala de precipitacions és sempre el doble que la de temperatures i així es pot observar si hi ha un període d'aridesa, ja que segons l'índex xerotèrmic de Gaussen el període d'aridesa queda definit segons l'expressió:
P(mm) < 2*T(°C).
És a dir, els períodes d'aridesa es reconeixen perquè els valors de les precipitacions queden per sota de la corba de les temperatures. En climes mediterranis de l'hemisferi nord, això s'esdevé generalment als mesos de juny, juliol i agost, tal com pot veure's a l'exemple de la ciutat de Girona, on el més sec és el de Juliol, encara que en climes més àrids és normal tenir 3, 4, 5, o fins i tot 12 mesos secs. En climes mediterranis de l'hemisferi sud, aquest fenomen es dona generalment als mesos de desembre, gener i febrer.
En les localitats de l'hemisferi sud es posen els mesos de l'any en l'eix d'abscisses començant pel juliol a fi i efecte que visualment es puguin comparar els climogrames de tot el món perquè no resultin afectats per la diferent distribució de les estacions.
En els climogrames clàssics les temperatures es presenten en una línia i les precipitacions en barres però pot ser tot en línies.
Normalment en una cantonada, fora del gràfic, s'afegeixen les dades de les precipitacions totals mitjanes i la temperatura mitjana anual.
El climograma de Thorntwaite és d'un altre tipus, ja que està basat a representar el balanç del vapor d'aigua.
El climograma de Walter-Lieth, que és molt exhaustiu, incorpora també altres dades:
- Nombre d'anys en què s'han observat les temperatures
- Nombre d'anys en què s'han observat les precipitacions
- Temperatura màxima absoluta.
- Mitjana de les temperatures màximes absolutes anuals.
- Mitjana de les temperatures màximes diàries del mes més càlid.
- Mitjana de les temperatures màximes.
- Oscil·lació tèrmica
- Mitjana de les temperatures mínimes
- Mitjana de les temperatures mínimes diàries del mes més fred
- Mitjana de les temperatures mínimes absolutes anuals
- Temperatura mínima absoluta
- Temperatura mitjana.
- Mitjana de les precipitacions anuals
- Hores de sol anuals
- Període de glaçada segura
- Període de glaçada probable
- Indicació gràfica del període amb excés d'aigua
- Indicació gràfica del període amb dèficit d'aigua.